# NGC 3241
NGC 3241 est une galaxie spirale barrée située dans la constellation de la Machine pneumatique. NGC 3241 a été découverte par l'astronome britannique John Herschel en 1836.

## Caractéristiques
Sa vitesse par rapport au fond diffus cosmologique est de 3 347 ± 23 km/s, ce qui correspond à une distance de Hubble de 49,4 ± 3,5 Mpc (∼161 millions d'al).
À ce jour, huit mesures non basées sur le décalage vers le rouge (redshift) donnent une distance de 41,688 ± 8,528 Mpc (∼136 millions d'al), ce qui est à l'intérieur des valeurs de la distance de Hubble. Notons cependant que c'est avec la valeur moyenne des mesures indépendantes, lorsqu'elles existent, que la base de données NASA/IPAC calcule le diamètre d'une galaxie et qu'en conséquence le diamètre de NGC 3241 pourrait être d'environ 48,3 kpc (∼158 000 al) si on utilisait la distance de Hubble pour le calculer.
La classification de cette galaxie comme barrée n'est pas certaine. La base de données NASA/IPAC la classe comme une spirale ordinaire et les autres sources comme une barrée. L'image réalisée avec les données de l'étude DSS permet difficilement de trancher. Même la présence de l'anneau indiquée par les bases de données HyperLeda et NASA/IPAC n'est pas évidente.
La classe de luminosité de NGC 3241 est I-II et elle présente une large raie HI. Elle renferme également des régions d'hydrogène ionisé.

## Supernova
La supernova SN 2008ef a été découverte dans NGC 3241 le 19 juin 2008 par l'astronome amateur sud africain Berto Monard. Le type de cette supernova n'a pas été déterminé.